# IP 헤더
IP 헤더(IP header)는 인터넷 프로토콜(IP) 패킷의 시작 부분에 있는 헤더 (컴퓨팅) 정보이다. IP 패킷은 IP 네트워크에서 인터넷 프로토콜을 통해 교환되는 가장 작은 메시지 엔터티이다. IP 패킷은 주소 지정 및 라우팅을 위한 헤더와 사용자 데이터를 위한 페이로드 (컴퓨팅)로 구성된다. 헤더에는 IP 버전, 소스 IP 주소, 대상 IP 주소, TTL(타임 투 리브) 등에 대한 정보가 포함된다. IP 패킷의 페이로드는 일반적으로 상위 수준 전송 계층 프로토콜의 데이터그램 또는 세그먼트이지만 인터넷 계층(예: ICMP 또는 ICMPv6) 또는 링크 계층(예: OSPF)일 수도 있다.
현재 실제로는 IPv4와 IPv6라는 두 가지 버전의 IP가 사용된다. IPv6 헤더는 IPv6 주소를 사용하므로 훨씬 더 큰 주소 공간을 제공하지만 이전 버전인 IPv4와 호환되지 않는다.

## IPv4
IPv4는 인터넷 프로토콜 개발의 네 번째 버전이며 인터넷에서 대부분의 트래픽을 라우팅한다. IPv4 헤더에는 13개의 필수 필드가 포함되어 있으며 크기는 20바이트에 불과하다. 14번째 선택적이고 자주 사용되지 않는 옵션 필드는 헤더 크기를 늘릴 수 있다.

## IPv6
IPv6은 IPv4의 후속 버전이며 헤더 레이아웃이 다르다. 1998년에 정의되었으며 다양한 프로덕션 전개 단계에 있다. IPv6 패킷의 헤더는 필수 고정 헤더와 선택적 확장 헤더로 세분화된다.